# Biencourt-sur-Orge
Biencourt-sur-Orge ist eine französische Gemeinde mit 112 Einwohnern (Stand 1. Januar 2022) im Département Meuse in der Region Grand Est (vor 2016 Lothringen). Sie gehört zum Arrondissement Bar-le-Duc, zum Kanton Ligny-en-Barrois und zum Gemeindeverband Portes de Meuse.

## Geografie
Die Gemeinde wird von der Orge, einem Nebenfluss der Saulx durchquert. Umgeben wird Biencourt-sur-Orge von den Nachbargemeinden Tréveray im Norden, Saint-Joire im Osten, Ribeaucourt im Südosten, Montiers-sur-Saulx im Südwesten, Couvertpuis im Westen sowie Hévilliers im Nordwesten	.

## Bevölkerungsentwicklung
| Jahr                       | 1962 | 1968 | 1975 | 1982 | 1990 | 1999 | 2006 | 2011 | 2019 |
| Einwohner                  | 229  | 205  | 158  | 153  | 161  | 165  | 151  | 123  | 125  |
| Quellen: Cassini und INSEE |      |      |      |      |      |      |      |      |      |

## Sehenswürdigkeiten

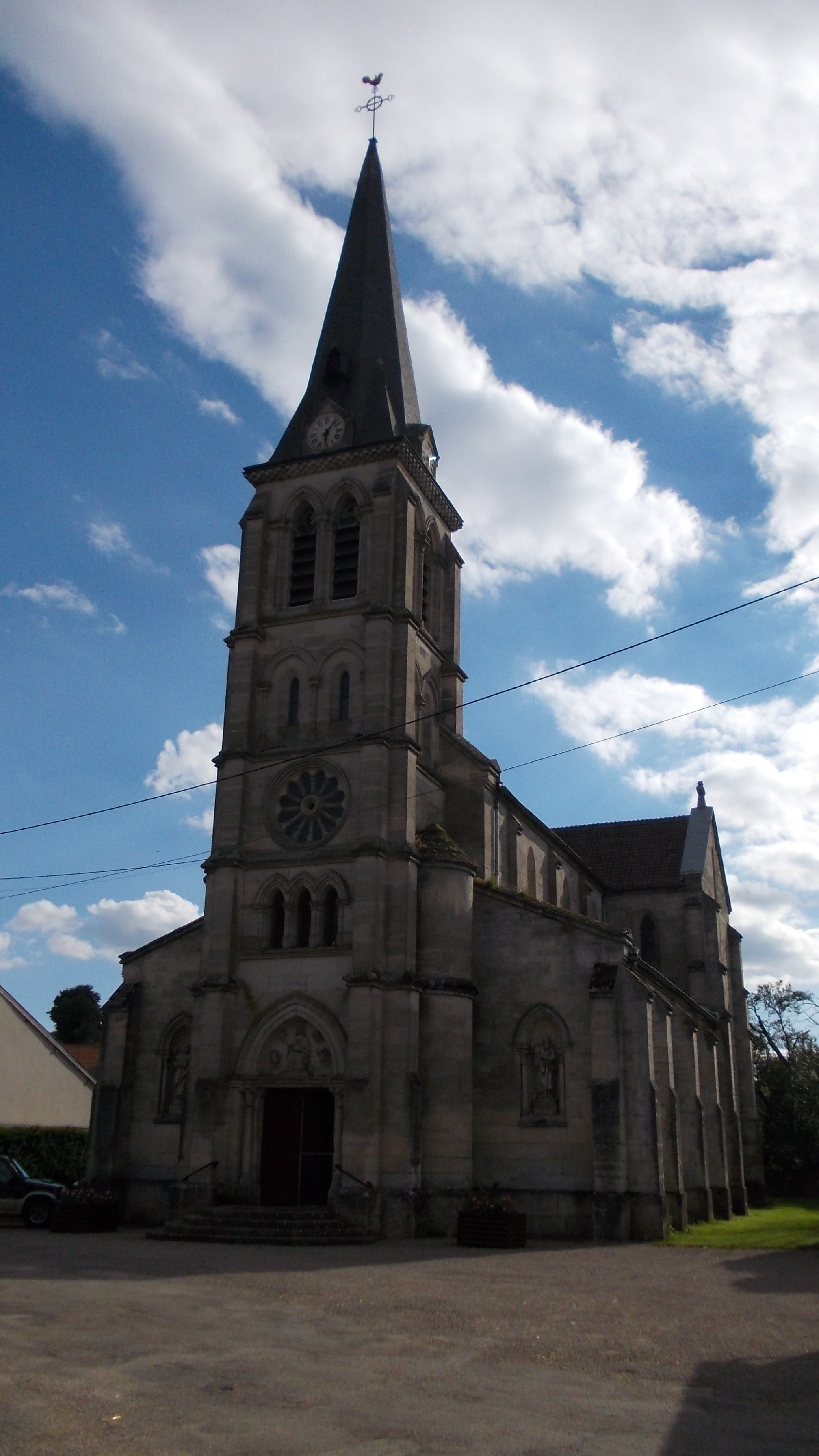
Kirche Saint-Pierre und Saint-Paul

- Kirche Saint-Pierre-et-Saint-Paul

## Persönlichkeiten
- Bérengère Poletti (* 1959), französische Politikerin